# Flink SE
Flink SE ist ein deutscher Lieferdienst, der Artikel des täglichen Gebrauchs direkt an Verbraucher liefert. Dieses Geschäftsmodell wird Quick-Commerce genannt. Flink beliefert nach eigenen Angaben an über 140 Standorten in mehr als 60 Städten Europas bis zu 10 Millionen Kunden.

## Geschichte
Flink wurde Ende 2020 in Berlin von Christoph Cordes, Oliver Merkel und Julian Dames als Start-Up gegründet.
2022 wurde der kleinere französische Konkurrent Cajoo, mit sechs Millionen Kunden in Paris und den acht nächstgrößten Städten die Nummer zwei in Frankreich, übernommen. Flink wurde damit nach eigenen Angaben zum Marktführer im Land. Im Zuge der Übernahme wurde der an Cajoo beteiligte Handelskonzern Carrefour Anteilhalter von Flink und exklusiver Partner im französischen Markt. Flink übernahm Mitarbeiter und alle Lager von Cajoo, die durch ihre zentrale Lage von entscheidender Bedeutung für das Unternehmen sind, für ca. 100 Millionen Euro.
Am 7. Dezember 2022 wurde für die österreichische Tochtergesellschaft Flink Austria GmbH beim Handelsgericht Wien ein Insolvenzverfahren eröffnet. Weiterhin reduzierte das Unternehmen von 2022 bis Mitte 2023 seine Belegschaft um 8000 Mitarbeiter.
Seit Februar 2024 kooperiert Flink mit dem Essenslieferdienst UberEats, wodurch die Produkte von Flink auch bei Uber im Angebot sind und von Kunden über die UberEats-App bestellt werden können. Im April 2024 wurde bekannt, dass sich mit Getir und Gorillas die beiden größten Konkurrenten aus dem deutschen Markt zurückziehen. Flink erhielt derweil 100 Millionen Euro Investorengeld für das weitere Wachstum.
Experten sind sich noch nicht einig, ob Flink sich damit in einem Verdrängungswettbewerb durchgesetzt hat oder dass auch Flink weiter unter Druck geraten wird, da das Geschäftsmodell Schnelllieferdienst aufgrund hoher Kosten und geringer Gewinne grundsätzlich kaum tragfähig ist.

## Kennzahlen
Flink sammelte in mehreren Finanzierungsrunden mehrere hundert Millionen US-Dollar ein, u. a. von der Investorengruppe um DoorDash sowie von Rewe. Bei einer Finanzierungsrunde im Dezember 2021 erhielt Flink rund 750 Millionen Dollar und wurde mit knapp 3 Milliarden US-Dollar bewertet. Bei der Finanzierungsrunde im Mai 2023 erhielt das Unternehmen weitere 150 Millionen Euro von Bestandsinvestoren bei einer deutlich geschrumpften Bewertung von rund 1 Milliarde Euro.

## Angebot
Flink bietet die Online-Bestellung und Lieferung von verschiedenen Artikeln, zumeist Lebensmittel und weitere Alltagsgegenstände an. Die Bestellungen werden innerhalb von 15 Minuten nach eingegangenem Auftrag im Lager gepackt und anschließend von einem Kurier abgeholt und an den Kunden geliefert.

## Kontroversen

### Lagergebühr
Das Unternehmen erhob auf mehrere Produkte eine Lagergebühr, die es beim Einkauf auf den zunächst angegebenen Preis aufschlug. Diese Praxis wurde von Verbraucherzentralen kritisiert und verstieß nach mehreren Gerichtsurteilen gegen geltendes Recht.

### Behinderung von Betriebsräten
Im Oktober 2023 wurde die Schließung des Standorts in Freiburg im Breisgau angekündigt, nachdem die Belegschaft kurz zuvor mehrheitlich für die Wahl eines Betriebsrats stimmte. 50 Fahrern wurde gekündigt. Dies wurde als Union Busting kritisiert. Auch in Berlin endete  im September 2022 der Versuch, einen Betriebsrat zu wählen, in einer juristischen Auseinandersetzung. Der Lieferdienst Flink etablierte dagegen mit den sogenannten „Ops Committees“ ein alternatives Vertretungsorgan. Kritiker bemängelten im Vergleich zu einem Betriebsrat die fehlende arbeitsrechtliche Grundlage und die Auswahl der Mitglieder durch Führungskräfte. Die Feedback-Strukturen der „Ops Committees“ sollen zudem genutzt worden sein, um kritische Mitarbeiter zu identifizieren und schnellstmöglich zu entfernen.
Die Arbeitssoziologie diskutiert die Arbeitsbedingungen und Arbeitskämpfe bei Flink im Kontext der Plattformökonomie und der Gig Economy. Dabei werden Selbstorganisationen der Fahrradkuriere bei Flink und bei ähnlichen Firmen – z. B. Gorillas Workers Collective (Gorillas), Deliverunion – untersucht sowie die Rolle von Gewerkschaften, insbesondere der Freien Arbeiter*innen-Union und der ver.di.